# Svenska mästerskapen i friidrott 2019
Svenska mästerskapen i friidrott 2019 är de 124:e svenska mästerskapen, med följande deltävlingar:
- SM halvmaraton den 18 maj i Göteborg; arrangör Göteborgs Friidrottsförbund
- SM stafett den 25  till 26 maj på Stockholms Stadion i Stockholm; arrangörer Stockholmsklubbarna
- SM maraton den 1 juni på Stockholm Marathon i Stockholm; arrangörer Marathongruppen med Hässelby SK och Spårvägens FK
- SM 10 km landsväg (SM-milen) den 13 juni i Stockholm
- SM lag den 26 juni på Malmö stadion; arrangör IFK Helsingborg
- SM 100 km landsväg den 6 juli i Ljungskile; arrangör Hälle IF
- SM i mångkamp den 17 till 18 augusti på Lugnets IP i Falun; arrangörer Falu IK
- Stora SM (Friidrotts-SM) den 30 augusti till 1 september på Tingvalla i Karlstad; arrangör IF Göta Karlstad
- SM terräng den 12 och 13 oktober i Umeå; arrangörer IFK Umeå

Nyheter för året var att herrarnas långa terrängloppet kortades av från 12 till 10 km och damernas förlängdes från 8 till 10 km. Terränglöpningens lagtävlingar avgjordes på placeringspoäng, inte längre på sammanlagd löptid.

## Resultat och medaljörer

### Herrar
| Gren                       | Guld                   | Guld                                                                       | Guld     | Silver                  | Silver                                                          | Silver   | Brons                   | Brons                                                           | Brons    |
| 100 meter                  | Henrik Larsson         | IF Göta                                                                    | 10,26    | Emmanuel Dawlson        | Hammarby IF                                                     | 10,60    | Jean-Christian Zirignon | Malmö AI                                                        | 10,75    |
| 200 meter                  | Henrik Larsson         | IF Göta                                                                    | 20,78    | Felix Svensson          | Mölndals AIK                                                    | 20,84    | Anders Pihlblad         | KFUM Örebro                                                     | 21,17    |
| 400 meter                  | Nick Ekelund-Arenander | Malmö AI                                                                   | 47,28    | Anton Sigurdsson        | Malmö AI                                                        | 47,34    | Emil Johansson          | Turebergs FK                                                    | 47,81    |
| 800 meter                  | Andreas Kramer         | Sävedalens AIK                                                             | 1:47,17  | Erik Martinsson         | Gefle IF                                                        | 1:48,75  | Berhe Kidane            | Ärla IF                                                         | 1:48,80  |
| 1 500 meter                | Kalle Berglund         | Spårvägens FK                                                              | 3:40,93  | Abubakar Abdullahi      | Malmö AI                                                        | 3:43,63  | Emil Danielsson         | Spårvägens FK                                                   | 3:44,21  |
| 5 000 meter                | Suldan Hassan          | Ullevi FK                                                                  | 14:02,45 | Robel Fsiha             | Spårvägens FK                                                   | 14:05,96 | David Nilsson           | Högby IF                                                        | 14:11,26 |
| 10 000 meter               | Adhanom Abraha         | Eskilstuna FI                                                              | 29:21,23 | Robel Fsiha             | Spårvägens FK                                                   | 29:23,17 | Emil Millán de la Oliva | Eskilstuna FI                                                   | 29:27,53 |
| 10 km landsväg             | Robel Fsiha            | Spårvägens FK                                                              | 29:23    | David Nilsson           | Högby IF                                                        | 29:31    | Olle Walleräng          | Spårvägens FK                                                   | 29:42    |
| Halvmaraton                | Robel Fsiha            | Spårvägens FK                                                              | 1:03:02  | Niklas Jonsson          | Huddinge AIS                                                    | 1:06:14  | Jonas Leandersson       | IF Göta                                                         | 1:06:54  |
| Maraton                    | Adhanom Abraha         | Eskilstuna FI                                                              | 2:16:48  | Ebba Tulu Chala         | Huddinge AIS                                                    | 2:20:30  | Mustafa Mohamed         | Hälle IF                                                        | 2:21:01  |
| 100 km landsväg            | Elov Olsson            | Ockelbo SK                                                                 | 6:38:44  | Linus Wirén             | Hälle IF                                                        | 6:44:18  | Sebastian Pokorny       | Uptown Runners Club                                             | 7:24:40  |
| 4 km terräng               | Mohammad Reza          | Spårvägens FK                                                              | 11:44    | Emil Millán de la Oliva | Eskilstuna FI                                                   | 11:45    | Daniel Lundgren         | Turebergs FK                                                    | 11:48    |
| 10 km terräng              | Samuel Tsegay          | Hälle IF                                                                   | 30:48    | Napoleon Solomon        | Turebergs FK                                                    | 30:55    | Mohammad Reza           | Spårvägens FK                                                   | 31:01    |
| 4 km terräng lag           | Spårvägens FK          | Mohammad Reza, Emil Danielsson, John Foitzik                               | 15 p     | Hässelby SK             | Andreas Åhwall, Elmar Engholm, Emil Blomberg                    | 43 p     | IFK Umeå                | Robin Rohlén, Martin Nilsson, Patrik Wikström                   | 56 p     |
| 10 km terräng lag          | Spårvägens FK, lag 1   | Mohammad Reza, Archie Casteel, John Foitzik                                | 17 p     | IFK Umeå                | Robin Rohlén, Martin Nilsson, Patrik Wikström                   | 41 p     | Spårvägens FK, lag 2    | John Börjesson, Alexander Söderberg, Anders Fox                 | 42 p     |
| 110 meter häck             | Max Hrelja             | Malmö AI                                                                   | 14,10    | Hampus Widlund          | IFK Växjö                                                       | 14,11    | Anton Levin             | Malmö AI                                                        | 14,12    |
| 400 meter häck             | Carl Bengtström        | Örgryte IS                                                                 | 50,38    | Hampus Widlund          | IFK Växjö                                                       | 50,70    | Isak Andersson          | Upsala IF                                                       | 51,17    |
| 3 000 meter hinder         | Simon Sundström        | IFK Lidingö                                                                | 8:46,59  | Emil Blomberg           | Hässelby SK                                                     | 8:53,05  | Omar Nuur               | IFK Växjö                                                       | 8:53,94  |
| Stafett-SM 4 × 100 meter   | Malmö AI, lag 1        | Kasper Kadestål Austin Hamilton Thobias Montler Jean Christian Zirignon    | 39,62    | Malmö AI, lag 2         | Max Hrelja Anton Levin Douglas Hellbratt Amadou Sussoho         | 41,06    | KFUM Örebro             | Jonatan Hirsh Eric Larsson Braulio Ribeiro Anders Pihlblad      | 41,68    |
| Stafett-SM 4 × 400 meter   | Malmö AI               | Anton Sigurdsson Simon Martinsson Douglas Hellbratt Nick Ekelund-Arenander | 3:14,58  | Örgryte IS              | Jonathan Carbe Felix Francois Samuel Wiik Carl Bengtström       | 3:14,72  | Ullevi FK               | Oskar Greilert Martin Selin Joakim Karlsson Adam Danielsson     | 3:15,24  |
| Stafett-SM 4 × 800 meter   | Hässelby SK            | Anton Axelsson Anton Persson Gustav Berlin Elmar Engholm                   | 7:37,00  | Ullevi FK               | Hampus Börjesson Alexander Lundskog Ali Al-Janabi Suldan Hassan | 7:37,61  | Mölndals AIK            | Mikael Rosenqvist Alexander Nilsson Johan Lamm Simon Wallenlind | 7:46,72  |
| Stafett-SM 4 × 1 500 meter | Spårvägens FK, lag 2   | Alexander Holmblad Johan Walldén Emil Danielsson Kalle Berglund            | 15:31,40 | Hässelby SK             | Anton Persson Axel Djurberg Erik Djurberg Gustaf Berlin         | 16:04,80 | Spårvägens FK, lag 1    | John Foitzik Daniel Gleimar Gustav Nordling Anders Fox          | 16:06,83 |
| Höjdhopp                   | Andreas Carlsson       | IK Ymer                                                                    | 2,13     | Fabian Delryd           | Täby IS                                                         | 2,11     | Melwin Lycke Holm       | Kils AIK                                                        | 2,09     |
| Stavhopp                   | Melker Svärd Jacobsson | Örgryte IS                                                                 | 5,50     | Oscar Janson            | Ullevi FK                                                       | 5,08     | Carl Sténson            | Hellas FK                                                       | 5,03     |
| Längdhopp                  | Thobias Montler        | Malmö AI                                                                   | 8,01     | Andreas Otterling       | IFK Lidingö                                                     | 7,74     | Andreas Carlsson        | IK Ymer                                                         | 7,74     |
| Tresteg                    | Jesper Hellström       | Hässelby SK                                                                | 15,80    | Erik Ehrlin             | Hammarby IF                                                     | 15,36    | Isak Persson            | Örgryte IS                                                      | 15,12    |
| Kula                       | Wictor Petersson       | Malmö AI                                                                   | 20,33    | Niklas Arrhenius        | Spårvägens FK                                                   | 18,73    | Jesper Arbinge          | Spårvägens FK                                                   | 18,64    |
| Diskus                     | Daniel Ståhl           | Spårvägens FK                                                              | 69,23    | Niklas Arrhenius        | Spårvägens FK                                                   | 61,14    | Simon Pettersson        | Hässelby SK                                                     | 61,06    |
| Slägga                     | Mattias Lindberg       | Skellefteå AIK                                                             | 70,11    | Ragnar Carlsson         | Falu IK                                                         | 66,21    | Ryan McCullough         | Malmö AI                                                        | 66,19    |
| Spjut                      | Kim Amb                | Bålsta IK                                                                  | 86,03    | Jiannis Smalios         | Eskilstuna FI                                                   | 76,39    | Sebastian Thörngren     | IFK Växjö                                                       | 74,98    |
| Tiokamp                    | Fredrik Samuelsson     | Hässelby SK                                                                | 7 873 p. | Andreas Gustafsson      | Falu IK                                                         | 7 437 p. | Rasmus Elfgaard         | Athletics 24Seven                                               | 6 676 p. |
| Lagtävling                 | Ullevi FK              | —                                                                          | 75 p.    | Hässelby SK             | —                                                               | 74 p.    | Spårvägens FK           | —                                                               | 70 p.    |

### Damer
| Gren                       | Guld                 | Guld                                                                 | Guld     | Silver               | Silver                                                    | Silver   | Brons                   | Brons                                                           | Brons    |
| 100 meter                  | Irene Ekelund        | Spårvägens FK                                                        | 11,51    | Daniella Busk        | Malmö AI                                                  | 11,75    | Claudia Payton          | Ullevi FK                                                       | 11,78    |
| 200 meter                  | Irene Ekelund        | Spårvägens FK                                                        | 23,56    | Moa Hjelmer          | Spårvägens FK                                             | 23,83    | Elin Östlund            | KFUM Örebro                                                     | 23,97    |
| 400 meter                  | Moa Hjelmer          | Spårvägens FK                                                        | 54,15    | Sandra Knezevic      | Hammarby IF                                               | 54,68    | Linnea Killander        | Malmö AI                                                        | 55,31    |
| 800 meter                  | Hanna Hermansson     | Turebergs FK                                                         | 2:04,82  | Linn Söderholm       | Sävedalens AIK                                            | 2:10,77  | Lovisa Bivstedt         | Hässelby SK                                                     | 2:11,33  |
| 1 500 meter                | Yolanda Ngarambe     | Turebergs FK                                                         | 4:26,23  | Hanna Hermansson     | Turebergs FK                                              | 4:26,65  | Sara Christiansson      | Sävedalens AIK                                                  | 4:31,53  |
| 5 000 meter                | Meraf Bahta          | Hälle IF                                                             | 15:56,68 | Samrawit Mengsteab   | Hälle IF                                                  | 15:57,68 | Sara Christiansson      | Sävedalens AIK                                                  | 15:57,69 |
| 10 000 meter               | Samrawit Mengsteab   | Hälle IF                                                             | 35:03,93 | Cecilia Norrbom      | Spårvägens FK                                             | 35:05,31 | Johanna Eriksson        | Motala AIF                                                      | 35:06,42 |
| 10 km landsväg             | Charlotta Fougberg   | Ullevi FK                                                            | 33:59    | Anastasia Denisova   | Sävedalens AIK                                            | 34:18    | Samrawit Mengsteab      | Hälle IF                                                        | 35:03    |
| Halvmaraton                | Charlotta Fougberg   | Ullevi FK                                                            | 1:13:16  | Hanna Lindholm       | Huddinge AIS                                              | 1:14:20  | Cecilia Norrbom         | Spårvägens FK                                                   | 1:16:10  |
| Maraton                    | Mikaela Larsson      | Spårvägens FK                                                        | 2:36:32  | Johanna Bäcklund     | Runacademy IF                                             | 2:39:08  | Hanna Lindholm          | Huddinge AIS                                                    | 2:41:31  |
| 100 km landsväg            | Lisa Ring            | IK Nocout.se                                                         | 7:58:11  | Krisztina Ruscsák    | Mölndals AIK                                              | 8:12:15  | Therese Fredriksson     | SOK Knallen                                                     | 9:02:25  |
| 4 km terräng               | Samrawit Mengsteab   | Hälle IF                                                             | 13:45    | Sara Christiansson   | Sävedalens AIK                                            | 13:46    | Hanna Bergström         | Huddinge AIS                                                    | 13:57    |
| 10 km terräng              | Samrawit Mengsteab   | Hälle IF                                                             | 35:30    | Moa Lundgren         | IFK Umeå                                                  | 35:38    | Sara Holmgren           | Örgryte IS                                                      | 36:05    |
| 4 km terräng lag           | -                    | -                                                                    |          | -                    | -                                                         |          | -                       | -                                                               |          |
| 10 km terräng lag          | Örgryte IS           | Sara Holmgren, Johanna Larsson, Hanna Michaelsson                    | 16 p     | Hässelby SK          | Sanna Mustonen, Gabriella Samuelsson, Kerstin Axelsson    | 29 p     | FK Studenterna          | Anna Jonsson, Emilia Todorovska, Malin Gibrand                  | 46 p     |
| 100 meter häck             | Emma Tuvesson        | Spårvägens FK                                                        | 13,76    | Malin Skogström      | Hässelby SK                                               | 14,13    | Amanda Holmberg         | Lidköpings IS                                                   | 14,18    |
| 400 meter häck             | Hanna Palmqvist      | Mölndals AIK                                                         | 58,75    | Moa Granat           | Vallentuna FK                                             | 59,44    | Johanna Holmén Svensson | Ullevi FK                                                       | 60,30    |
| 3 000 meter hinder         | Linn Söderholm       | Sävedalens AIK                                                       | 10:21,94 | Julia Samuelsson     | Högby IF                                                  | 10:29,88 | Tova Eurén              | Göteborgs KIK                                                   | 10:34,34 |
| Stafett-SM 4 × 100 meter   | Ullevi FK            | Claudia Payton Denise Eriksson Matilda Hellqvist Lisa Lilja          | 44,87    | Spårvägens FK        | Gladys Bamane Isabelle Eurenius Irene Ekelund Moa Hjelmer | 45,18    | Malmö AI                | Nikki Anderberg Daniella Busk Wilma Rosenquist Linnea Killander | 45,23    |
| Stafett-SM 4 × 400 meter   | Ullevi FK            | Denise Eriksson Lisa Lilja Johanna Holmén Svensson Matilda Hellqvist | 3:44,74  | Hässelby SK          | Malin Skogström Lisa Duffy Lovisa Bivstedt Sofia Johnsson | 3:50,72  | Upsala IF               | Ebba Svantesson Ida Ehroth Ida Jansson Klara Helande            | 3:52,44  |
| Stafett-SM 4 × 800 meter   | Turebergs FK         | Hanna Hermansson Bianca Salming Yolanda Ngarambe Andrea Claeson      | 8:33,69  | Täby IS              | Ida Holm Linn Kaldéren Greta Graziani Lovisa Linde        | 9:06,76  | IFK Lidingö             | Rebecka Öberg Vilma Jonsson Mika Söderström Charlotte Schönbeck | 9:18,92  |
| Stafett-SM 3 × 1 500 meter | Turebergs FK         | Isabella Andersson Andrea Claeson Hanna Hermansson                   | 13:25,73 | Sävedalens AIK       | Linn Söderholm Sara Christiansson Lisa Bergdahl           | 13:35,16 | IFK Lidingö             | Rebecka Öberg Mika Söderström Charlotte Schönbeck               | 14:23,32 |
| Höjdhopp                   | Erika Kinsey         | Trångsvikens IF                                                      | 1,88     | Bianca Salming       | Turebergs FK                                              | 1,84     | Sofie Skoog             | IF Göta                                                         | 1,82     |
| Stavhopp                   | Angelica Bengtsson   | Hässelby SK                                                          | 4,62     | Michaela Meijer      | Örgryte IS                                                | 4,32     | Hanna Jansson           | Ullevi FK                                                       | 4,02     |
| Längdhopp                  | Kaiza Karlén         | IF Göta                                                              | 6,26     | Elin Larsson         | IFK Halmstad                                              | 6,18     | Erica Jarder            | IF Göta                                                         | 6,16     |
| Tresteg                    | Emelie Nyman Wänseth | Östersunds GIF                                                       | 13,25    | Aina Griksaite       | Spårvägens FK                                             | 13,22    | Maja Åskag              | Råby-Rekarne FIF                                                | 13,19    |
| Kula                       | Fanny Roos           | Athletics 24Seven SK                                                 | 18,57    | Maria Nilsson        | IK Orient                                                 | 15,47    | Sara Lennman            | Spårvägens FK                                                   | 15,25    |
| Diskus                     | Fanny Roos           | Athletics 24Seven SK                                                 | 56,89    | Caisa-Marie Lindfors | Upsala IF                                                 | 55,98    | Emma Ljungberg          | Spårvägens FK                                                   | 54,77    |
| Slägga                     | Tracey Andersson     | Ullevi FK                                                            | 66,89    | Grete Ahlberg        | Hammarby IF                                               | 65,32    | Ida Storm               | Malmö AI                                                        | 62,89    |
| Spjut                      | Ásdís Hjálmsdóttir   | Spårvägens FK                                                        | 57,49    | Anna Wessman         | IFK Växjö                                                 | 52,99    | Mari Klaup-McColl       | Ullevi FK                                                       | 52,62    |
| Sjukamp                    | Bianca Salming       | Turebergs FK                                                         | 5 610 p. | Amanda Holmberg      | Lidköpings IS                                             | 5 435 p. | Jonna Lindéen           | Kalmar SK                                                       | 4 967 p. |
| Lagtävling                 | Spårvägens FK        | —                                                                    | 79 p.    | Ullevi FK            | —                                                         | 72 p.    | Hässelby SK             | —                                                               | 69 p.    |

1. ↑  Tävlingen avlyst. För få klubbar hade föranmält sig.